# Seilbahn Annaba
Die Seilbahn Annaba ist eine Gondelbahn, die den westlichen Stadtrand der algerischen Küstenstadt Annaba mit dem in 850 m Höhe auf dem Djebel Edough gelegenen Vorort Seraïdi verbindet, das sonst nur über eine 13 km lange kurvige Bergstraße erreichbar ist. Sie bildet einen Teil des öffentlichen Personennahverkehrs von Annaba und eine wichtige Entlastung der Straßenverbindung. Sie bietet einen weiten Blick über die Stadt und die Bucht von Annaba.
Die erste Seilbahn wurde bereits 1987 von Poma gebaut, musste aber 1991 wegen des algerischen Bürgerkriegs eingestellt werden. Einem privaten Konzessionär gelang es, sie zwischen Januar 1997 und Mai 1999 wieder zu betreiben, bis verschiedene Streitigkeiten erneut zu ihrer Einstellung führten.
Im September 2008 wurde die von Poma grundlegend erneuerte Gondelbahn wiedereröffnet, wobei die Entreprise du métro d’Alger (EMA) als Bauherr und Auftraggeber fungierte. Betrieben wird sie von der ETA – Entreprise de transport de Annaba, der städtischen Transportgesellschaft von Annaba.
Die 4 km lange Gondelbahn fährt in nur einem Abschnitt über 32 Stützen zur Bergstation (36° 54′ 38,4″ N, 7° 40′ 51,9″ O). Sie hat insgesamt 68 Kabinen vom Typ Diamond in blauer Farbe mit einem gelben Dach.